# 李卓峰墓
李卓峰墓，位于中国广东省佛山市南海区九江镇，为一处民国墓葬。1994年7月5日，列入南海市文物保护单位；2006年，列入佛山市文物保护单位。